# Journey without a map Ⅱ
『Journey without a map Ⅱ』（ジャーニー・ウィズアウト・ア・マップ・ツー）はGLAYのギタリストであるTAKUROが2019年2月27日に発売したスタジオ・アルバムである。

## 概要
ソロ・デビュー作となった前作から引き続き、B'zの松本孝弘をプロデューサーに迎え制作された。松本から提供を受けた楽曲や、GLAYが2007年に発表した「鼓動」のセルフ・カヴァーなど10曲が収録されている。
販売形態は「CD+DVD盤」、「CD only盤」、「アナログ盤」の3種でアナログ盤は初回生産限定となる。
ジャケットは松本がTAKUROの誕生日に送った岩堀せりの絵が使用されている。

## 収録内容

### CD
| 全作曲: TAKURO(ただし、#6のみ作曲：松本孝弘)、全編曲: TAKURO、松本孝弘、永井利光、川村ケン。寺地秀行（#6）。 |                            |      |                                         |
| # | タイトル                   | 作詞 | 作曲・編曲                              |
| 2. | 「DANDY MAN」              |      | TAKURO (ただし、#6のみ作曲： 松本孝弘 ) |
| 3. | 「TM St.2am」              |      | TAKURO (ただし、#6のみ作曲： 松本孝弘 ) |
| 4. | 「SARAH 派手にやれ!」      |      | TAKURO (ただし、#6のみ作曲： 松本孝弘 ) |
| 5. | 「TIMELESS WONDER」        |      | TAKURO (ただし、#6のみ作曲： 松本孝弘 ) |
| 6. | 「北夜色 Port Town Blues」 |      | TAKURO (ただし、#6のみ作曲： 松本孝弘 ) |
| 7. | 「do svidaniya 」          |      | TAKURO (ただし、#6のみ作曲： 松本孝弘 ) |
| 8. | 「鼓動」                   |      | TAKURO (ただし、#6のみ作曲： 松本孝弘 ) |
| 9. | 「やすらぎのチセ」         |      | TAKURO (ただし、#6のみ作曲： 松本孝弘 ) |
| 10. | 「Swingin' Tokyo 2020」    |      | TAKURO (ただし、#6のみ作曲： 松本孝弘 ) |

### DVD
CD+DVD盤のみ
- [やすらぎのチセ] MUSIC VIDEO
- Journey without a map Ⅱ Documentary & Interview

## 演奏
- TAKURO - ギター
- 永井利光 - ドラム （#1-5,7,9-10）
- ゲイリー・ノヴァク - ドラム （#6,8）
- トラヴィス・カールトン - ベース（#8）
- スティーブ・ビルマン - ウッドベース （#6）
- 川村竜 - ベース （#1,2,4,5,7,10）
- 岩永真奈 - ベース （#3,9）
- ジェフ・バブコ-エレクトリック・ピアノ（#6）, オルガン（#8）
- 川村ケン - ピアノ（#1,7）
- 小野塚晃 - ピアノ（#2-4,5,9,10）
- グレッグ・ベイル - サックス（#5,10）
- 前田サラ - サックス （#4）
- ビル・チャルヴィル-トランペット （#1-3）
- 小寺里枝 with Lime Ladies Orchestra Strings -（#1,6）
- 小林廣行 (BEING) - [ALL SONGS]Recorded & Mixed
- 競 紀行 - Co-Recorded（#1-5,7,9,10）
- 島田 勝弘 (BIRDMAN MASTERING) - Mastered